# SpangaS
SpangaS, puis SpangaS : De Campus, est une série originale néerlandaise produite par  NCRV.
La série télévisée s'articule autour de la vie d'un groupe d'étudiants du collège Spangalis. Les épisodes tournent autour d'un large éventail d'activités étudiantes et de drames personnels pendant les études secondaires. Le format et le sujet du programme sont similaires à ceux de la série canadienne Degrassi (en), mais avec une touche plus légère destinée aux préadolescents et aux jeunes adolescents.
Un film SpangaS op Survival, a été diffusé en avant-première le 30 septembre 2009. L'intrigue porte sur le voyage des élèves dans l'Ardenne belge.
Un spectacle de théâtre SpangaS Live ! a été présenté d'avril à juin 2011.
En 2020, la série est renommée SpangaS : De Campus.

## Synopsis
Chaque élève a sa propre histoire. Il s'agit généralement d'événements de leur vie scolaire, mais parfois aussi de leur vie familiale. La série traite de divers sujets pertinents pour les élèves du secondaire et le public : l'amour, l'amitié, la mort, la solitude, la tristesse, l'école, les enseignants, les parents, le divorce, le sentiment d'appartenance, l'intimidation, la discrimination et les rêves d'avenir. SpangaS aborde également des sujets LGBTQ considérés comme tabous dans les séries précédentes destinées aux enfants. Dans les épisodes précédents, des élèves ont dû faire face à leur orientation, comme Flip qui doit faire face à sa sexualité et à son amour pour Mick, puis pour Koen, deux garçons de sa classe. Les épisodes suivants présentent également des personnages transgenres.

## Distribution
- Sydney Tros (nl) : Noor Benschop
- Rein van Duivenboden : Olivier Hendriks
- Noël van Kleef (nl) : Maxima Paraat
- Thorn Roos de Vries (nl) : Lesley Huf
- Tom van Kessel : JJ (Job-Jan Jolle) Smit
- Lieke Hammink (nl) : Gioia Kramer
- Maurits van Brakel (nl) : Noah van Andel
- Erik van Heijningen : Deef Korenhof
- Marissa Britney : Daan Vendrig
- Bertan Topbac : Sami Akalay
- Amon Aljo : Ryan Ligeon
- Lennart Timmerman : Raphael de Ridder
- Talisia Misiedjan : Avalanche Blokland
- Steef Hupkes (nl) : Jochem Damstra
- Cynthia Abma : Femke Goedhart
- Mamoun Elyounoussi : Biko
- Roos van Erkel (nl) : Donna Lopez
- Willie Wartaal (nl) : psychologue scolaire
- Toprak Yalçiner : Nadira Turan
- Davy Eduard King : Leon Ros
- Charlene Sancho : Wies
- Amber Jager : Talitha
- Arian Foppen : David Kramer
- Judith Schuur : Arya
- Michael de Roos (nl) : Levi Mulder
- Levy Jansen : Jesse
- Jip Schwering : Milan
- Asina Aksoy : Esrin
- Ragnar Van Linden Van Den Heuvell : Tim
- Juliëtte van Tongeren : Kat
- Sol Vinken : Jan
- Hymke de Vries : Mia van Houten